# 메뚜기아과
메뚜기아과(Acridinae)는 메뚜기과의 한 아과이다.  주로 논이나 밭에서 풀잎이나 농작물을 갉아먹고 산다. 벼메뚜기, 방아깨비, 풀무치 등이 속한다.